# Hobsonia gigaspora
Hobsonia gigaspora är en lavart som beskrevs av Berk. 1891. Hobsonia gigaspora ingår i släktet Hobsonia, ordningen Atractiellales, klassen Atractiellomycetes, divisionen basidiesvampar och riket svampar.   Inga underarter finns listade i Catalogue of Life.